# Должик (Корюковский район)
Должик (укр. Довжик; до 4 февраля 2016 г. — Комсомольское) — посёлок в Корюковском районе Черниговской области Украины. Население 5 человек. Занимает площадь 0,052 км².
Код КОАТУУ: 7422484505. Почтовый индекс: 15333. Телефонный код: +380 4657.

## Власть
Орган местного самоуправления — Козиловский сельский совет. Почтовый адрес: 15332, Черниговская обл., Корюковский р-н, с. Козиловка, ул. Независимости, 28.